# トレーサーガスリークテスト
トレーサーガスリークテストとは、トレーサーガス（サーチガスとも呼ばれる）を用いたリークテストの方法である。 
具体的には、流入するトレーサーガス（ヘリウム・水素等）を検出することで、ガス漏れや容器・シールの穴、欠陥を検出する。ガス漏れを検出する非破壊試験方法で感度の異なるさまざまな方法が存在。トレーサーガス漏れ試験は、石油化学産業、自動車産業 、半導体の製造などで使用されている。

## トレーサーガスの分類
トレーサーガスとしては、小さな孔を通りやすいことが第一条件として挙げられる。
以下にJIS Z2330で挙げられている主なトレーサーガスを示す。
- ヘリウム

単原子分子であり、その分子径は如何なるガスよりも小さく、非常に小さなリークを検出できる。ガスが高価で検出器も高価なのが玉に瑕。
大気中には5ppm存在する。分子径は0.25～0.26nm。
希ガスで化学的活性も低い故に検出が困難で、イオンビームにして磁場をかけることで質量の異なる気体をより分けた後、コレクタに回収され検出される。
- 水素

二原子分子でありヘリウムの次に小さい気体であり、検出能力は若干劣る。ヘリウムに比べガスも検出器も安価である。
大気中には0.5ppm存在する。分子径は0.28～0.29nm。金属材料を分散・透過しやすいことに注意。特にパラジウムなどはよく透過する。化学的活性が強く、熱線型半導体式など化学反応を利用することで容易に検出可能。可燃性故5%水素、95%窒素のガスを用いることが多い。
- ハロゲンガス

冷媒によく利用されるため、冷媒が封入されている各種装置の漏れ検査に使える。
- アンモニア

非常に強い刺激臭を持つ。爆発性故に10%以下に窒素で薄めるほか、毒性もあるため取り扱いには注意が必要。